# متحف هريهوري سكوفورودا التذكاري الأدبي الوطني
متحف هريهوري سكوفورودا التذكاري الأدبي الوطني (بالأوكرانية: Національний літературно-меморіальний музей Г. С. Сковороди، بالإنجليزية: Hryhorii Skovoroda National Literary Memorial Museum) هو متحف في سكوفورودينيفكا، مقاطعة خاركيف، أوكرانيا مخصص لحياة وأثر هريهوري سكوفورودا، ومجمع تذكاري للآثار من القرن الثامن عشر. تأسس في 1972.
المتحف هو مؤسسة بلدية إقليمية. تضم مجموعة المتحف آلاف المعروضات. تبلغ مساحة المجمع 18.2 تبلغ مساحته هكتارًا، ويضم آثارًا تاريخية وعمارة وفنًا أثريًا وفنًا مناظر طبيعية. في 6 مايو 2022، دُمّر مبنى المتحف نتيجة إصابته بصاروخ روسي أثناء الغزو الروسي لأوكرانيا.

## دمار
قبل الغزو الروسي لأوكرانيا، كان المبنى يخضع للترميم كجزء من الاستعدادات للاحتفال بالذكرى السنوية الـ 300 لتأسيس هريهوري سكوفورودا. في الساعة 11:00 من مساء يوم 6 مايو 2022، ضرب صاروخ روسي سقف المتحف، مما تسبب في اندلاع حريق. انتشرت النيران في جميع الغرف، مما أدى إلى إصابة الحارس. كما احترقت مساحة 280 متر مربع، إلا أن الجدران الخارجية للمبنى نجت. تم سحب تمثال الشاعر من تحت الرماد. تم نقل المعروضات الأكثر قيمة إلى منطقة آمنة خارج المتحف مسبقًا.
أعلنت وزارة الدفاع الروسية عن غارة جوية على سكوفورودينيفكا مدعية وجود مركز قيادة عسكري هناك.

## ترميم
رغم الأضرار الكبيرة التي لحقت بالمبنى، يعتقد المرممون أنه يمكن إعادة بناء المبنى.
في نهاية أغسطس 2022، بدأت وزارة الثقافة وسياسة المعلومات الأوكرانية، كجزء من مشروع "إنقاذ الثقافة الأوكرانية"، في جمع 112 مليون هريفنيا لترميم المتحف.